# Dmitrij Milčakov
Dmitrij Sergejevič Milčakov (Дмитрий Сергеевич Мильчаков; * 2. březen 1986 Minsk, Běloruská SSR, Sovětský svaz) je profesionální běloruský hokejista, hrající na postu brankáře. Jeho současným týmem je HC Škoda Plzeň.

## Kariéra
V rámci běloruské reprezentace se zúčastnil tří mistrovství světa v ledním hokeji (MS 2008, MS 2011 a MS 2012).